# Eudyptes
Eudyptes é um dos seis géneros da família dos pinguins. O número de espécies que alberga varia entre quatro e sete, dependendo da autoridade. Todas as espécies apresentam pinguins pretos e brancos com crista e olhos com íris vermelha. Também têm em comum o facto de porem dois ovos, embora só um deles dê origem a uma cria.

## Taxonomia
O género foi descrito pelo ornitólogo francês Louis Jean Pierre Vieillot em 1816 e o seu nome deriva do grego eu "bom", e dyptes "mergulhador", significando portanto "bom mergulhador".